# Peltoperla aculeata
Peltoperla aculeata är en bäcksländeart som beskrevs av Wu, C.F. 1973. Peltoperla aculeata ingår i släktet Peltoperla och familjen Peltoperlidae. Inga underarter finns listade i Catalogue of Life.